# Josep Sardà i Reina
Josep Sardà i Reina   (Premià de Mar, 27 d'octubre de 1972) és un ex-pilot de motociclisme català que competí internacionalment entre la temporada de 1993 i la de 1998.
Entre altres èxits destacats, Sardà guanyà l'edició del 2006 de les 24 hores Motociclistes de Catalunya, formant equip amb Salvador Cabana i Víctor Casas.

## Resultats al Mundial de motociclisme

### Per temporada
| Any   | Categoria | Moto  | Curses | Victòries | Podi | Pole | Fast lap | Punts | Posició |
| ----- | --------- | ----- | ------ | --------- | ---- | ---- | -------- | ----- | ------- |
| 1993  | 125cc     | Honda | 2      | 0         | 0    | 0    | 0        | 0     | NC      |
| 1995  | 125cc     | Honda | 8      | 0         | 0    | 0    | 0        | 2     | 30è     |
| 1996  | 125cc     | Honda | 13     | 0         | 0    | 0    | 0        | 8     | 25è     |
| 1997  | 125cc     | Honda | 14     | 0         | 0    | 0    | 0        | 3     | 27è     |
| 1998  | 125cc     | Honda | 2      | 0         | 0    | 0    | 0        | 0     | NC      |
| Total |           |       | 39     | 0         | 0    | 0    | 0        | 13    |         |